# Bab Bnet
Bab Bnet ou Bab Benat (arabe : باب البنات) est l'une des portes disparues de la médina de Tunis (Tunisie).
Elle est la cinquième porte percée dans les remparts de la médina entre 1228 et 1249[réf. nécessaire], porte dont un boulevard a conservé le nom.
Elle a été appelée ainsi parce que le fondateur de la dynastie hafside, Abou Zakariya, avait recueilli les trois filles (banaat) du Berbère Yahia Ben Ghaniya qu'il avait vaincu, et les avait fait élever comme ses enfants dans un palais qui se trouvait à proximité de la porte, laquelle fut alors appelée Babel-Benat par les Tunisois. Cette porte avait essentiellement pour fonction de mettre la ville en communication avec le quartier résidentiel assigné à la parenté chrétienne des Hafsides.

## Référence
1. ↑  Arthur Pellegrin, « Le Vieux Tunis, étude du nom des rues », Bulletin économique et social de la Tunisie, no 64,‎ 1952, p. 73-86 (lire en ligne, consulté le 13 juin 2025).